# Vasiliki Thanuová
Vasiliki Thanuová (přepisováno též jako Thanosová, řecky Βασιλική Θάνου-Χριστοφίλου, anglickým přepisem Vassiliki Thanou-Christophilou; * 1950 Chalkis, Řecko) je řecká soudkyně a od srpna do září 2015 premiérka Řecka, jakožto první žena v této funkci.
Prezident Prokopis Pavlopulos ji dle ústavy, z titulu předsedkyně nejvyššího soudu, pověřil sestavením úřednické vlády 27. srpna 2015. Stalo se tak poté, co političtí lídři po demisi Alexise Tsiprase nezvládli vytvořit koalici, která by měla nadpoloviční většinu v parlamentu. Přechodná vláda zemi dovedla k zářijovým předčasným volbám, a po jmenování staronového premiéra Alexise Tsiprase, ukončila svou činnost.
Thanuová studovala právo v Aténách a Paříži, soudkyní se stala v dubnu 1975. Předsedkyní nejvyššího soudu byla jmenována v červnu 2015. Dříve tvrdě kritizovala úsporná opatření, vyžadovaná po zadluženém Řecku věřiteli, zejména se otevřeně vyslovovala proti snížení platů soudců. Podporuje však setrvání země v eurozóně.
Thanuová je vdaná, jejím manželem je Giorgos Christofilos, bývalý soudce nejvyššího soudu. Mají spolu tři děti.